# TYPE C4
TYPE C4はゴシック系フォントのブランド名である。

## 概要
メイリオの日本語パートのデザインを担当したシーアンドジイの鈴木竹治がタイプディレクターを担当している。ゴシック体・明朝体という枠にとらわれることなく「次世代汎用基本書体」を目指してデザインされた書体である。ディスプレイなどのデジタル機器に対して最適なフォントとして、正方形のマス目に収めるという従来の書体の考え方を捨て、横組に適したシンプルでクリアなデザインを目指している。ユニバーサルデザイン（UD）思想を取り入れ懐を広めにしたり、ディスプレイでもクリアに表示されるように、エレメントを水平・垂直基調にしたりするなど画面表示・印刷両方に適したフォントとなっている。全体的な雰囲気としてメイリオに近いイメージを持つ書体群である。
書体の開発などブランドの運営はポータル・アンド・クリエイティブが行い、販売やサポートはフォント・アライアンス・ネットワークが行っている。

## 書体
ユニバーサルデザインフォントシリーズにはディスプレイ表示・サイン表示などに適した「DSP」、本文の表示に適した「BDY」、ロゴ表示に適した「LG」の3種類が存在する。クリアデザインフォントには平仮名が水平基調ではなく右上がりのデザインとなったNexusと呼ばれるシリーズが存在する（スクウェアを除く）。（書体の後の()内のアルファベットはウェイトの種類。）

### ユニバーサルデザインフォントシリーズ
ユニバーサルライン DSP (L/R/D/E)
ユニバーサルライン BDY (L/R/D)
ユニバーサルライン LG (E)
メイリオに似たデザインで、ユニバーサルデザインフォントシリーズの中では最初に作成された書体である。
ユニバーサルビュー DSP (EL/R/D/E)
ユニバーサルビュー BDY (EL/R/D)
ユニバーサルビュー LG (EL/R/D/E)
いわゆる公団ゴシックのデザインに似た、「跳ね」や「払い」を省略したすっきりとしたデザインの書体。
ユニバーサルアール DSP (EL/R/D/E)
ユニバーサルアール BDY (EL/R/D)
ユニバーサルアール LG (EL/R/D/E)
ユニバーサルビューの角を丸めたようなデザインの書体。

### クリアデザインフォントシリーズ
ゴシック・ドゥ (L/R/M/D/E)
ゴシック・ドゥ Nexus (L/R/M/D/E)
ゴシック・ドゥ HDL E
ゴシック・ドゥ RE
明朝体からウロコやアクセントを取り除いた、欧文書体のOptima書体のデザインを和文に取り入れた書体。「HDL」は見出しやロゴなどに適した「ヘッドライン」シリーズ。
スクエア (M/D)
欧文のセリフ体の線を太くした「スクウェアサンセリフ」体のイメージを和文に取り入れた、明朝体とゴシック体の中間にあたる書体。
ニューズ (L/R)
ニューズ Nexus (L/R)
完全に横組表示のみを照準にした、80%平体デザインの書体。
ビオゴ (L/R/M/D/E/H)
ビオゴ Nexus (L/R/M/D/E/H)
線の太さと空きスペースのバランスを保ち、明るく優しい印象となるようにデザインされた書体。より自然な字形になるようにメイリオとは差別化されている。
ミンニアム (R/M/E)
ミンニアム Nexus (R/M/E)
メイリオをそのまま明朝体にしたような雰囲気を持つ、シンプルなエレメントで構成された明朝系フォント。TYPE C4のシリーズの中では最も明朝体に近いデザインの書体である。

### ロゴデザインシリーズ
ロゴデザインシリーズのフォントには元素にちなんだ名称が付けられている。
- キセノン (E/H)
- クリプトン (E/H)
- サマリウム (E/H)
- セリウム (E)
- セレン (E/H)
- タンタル (E/H)
- テルル (E)
- ネオジム (E/H)
- ビスマス (E/H)
- ポロニウム (E)
- ランタン (E)
- レニウム (E/H)